# Alubia verdina

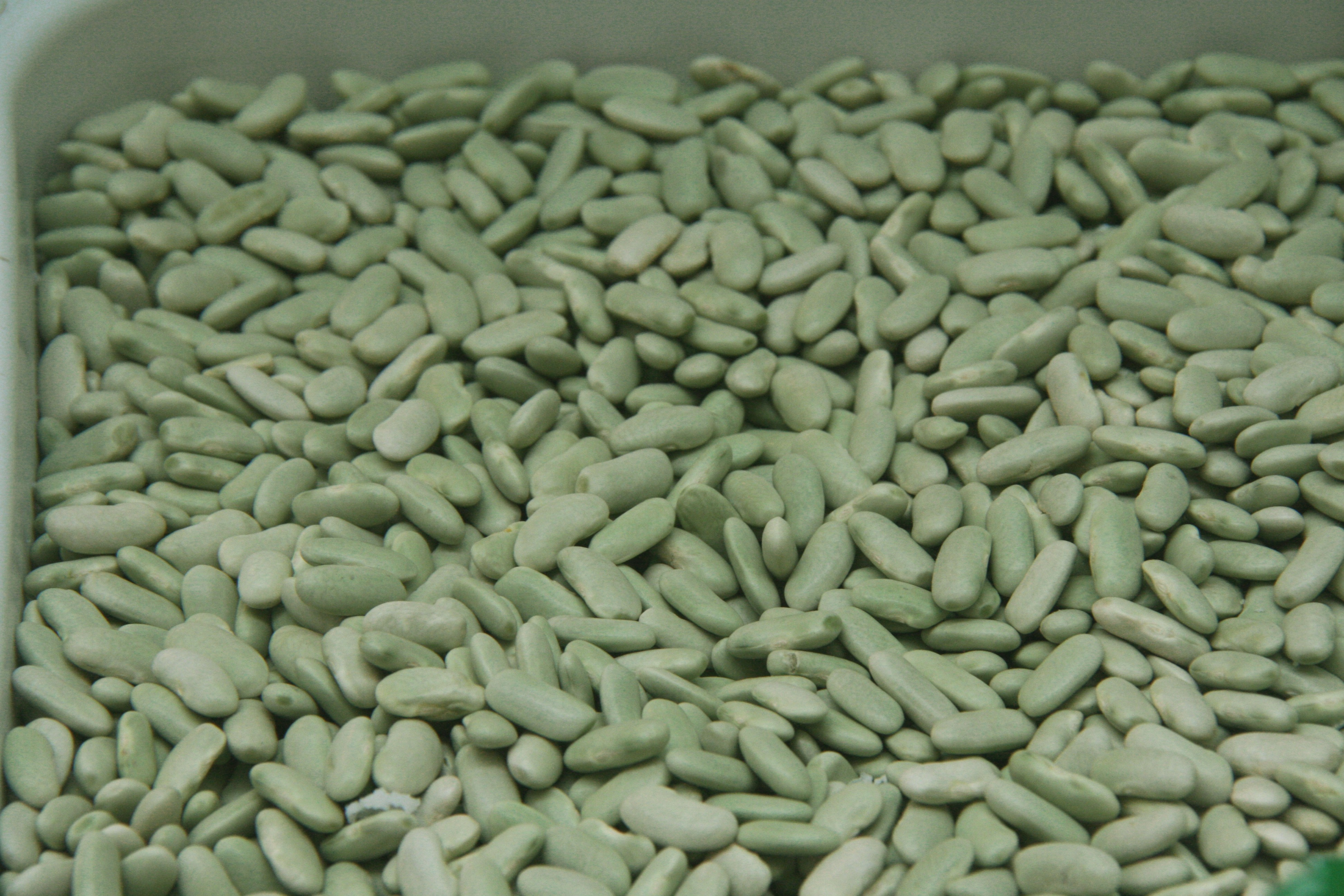
Fabinas o habas verdinas.

La faba verdina (denominadas también como fabinas verdes) son una variedad de judía (Phaseolus vulgaris). Es de pequeño tamaño y posee un color verde esmeralda cuando se cosecha correctamente. Se suele apreciar en platos de marisco y pescado en Asturias.  En Asturias se emplea en las fabadas de marisco o pescado.

## Cultivo
Se suelen sembrar en ciertos lugares del norte de España, generalmente en Asturias y Galicia. La producción es de pequeño tamaño, (aclaración, más bien de pequeña cantidad) cubriendo escasamente la demanda de la zona. Suele hacerse en pequeñas áreas cultivadas, se siembran en el mes de mayo, en zonas de riegos, con las semillas muy juntas pues las plantas maduras son de pequeñas dimensiones. La recolección es especial y se realiza cuando están maduras, pero las vainas aún son verdes. Si se dejan secar al sol las fabas se quedan blancas, y pierden por completo el sabor a verde tan particular que poseen. A veces se recogen las plantas enteras y pasados algunos días se dejan secar ligeramente. El color se transfiere a verde debido a la abundante savia que aún contiene la planta.